# Санда Рашковић Ивић
Санда Рашковић Ивић (Загреб, 8. јануар 1956) српска је бивша политичарка, дипломата, психијатар и психотерапеут. Бивша је председница Демократске странке Србије. Била је комесарка за избеглице, председница Координационог центра за Косово и Метохију и народна посланица у Скупштини Србије.
Фебруара 2017. постала је члан новог посланичког клуба „За спас Србије–Нова Србија". Октобра 2017. постаје потпредседник Народне странке Вука Јеремића. Децембра 2023. поднела је оставку на страначку функцију, након лошег изборног резултата и најавила повлачење из политике.

## Биографија
Кћерка је др Јована Рашковића и др Тање Стипишић. По мајци има хрватско и италијанско порекло. Основну школу и гимназију завршила у Шибенику, а на Медицинском факултету Свеучилишта у Загребу дипломирала је 1980. године. Специјалистички испит из психијатрије положила 1986. године, последипломске студије из психотерапије 1989, а 1993. године докторирала је на Медицинском факултету Универзитета у Београду.
Аутор је многих стручних радова из области психијатрије и психотерапије. Учествовала је на многим конгресима и симпозијумима у земљи и иностранству. Члан је Светског удружења психотерапеута, Српског лекарског друштва и хуманитарне организације Жене помажу женама.
Од фебруара 2001. до фебруара 2003. била је републички комесар за избеглице Републике Србије. Члан је ДСС од 2003. године, члан Савета ДСС и председник Одбора за социјална питања, рад и запошљавање. Члан је Одбора за европске интеграције, и члан Парламентарне скупштине Централно-Европске иницијативе.  Изабрана је за потпредседника ДСС на Скупштини ДСС 5. јуна 2005. године.
Од 2005. године председница је Координационог центра за Косово и Метохију, Комисије за примену Војнотехничког споразума и Координационог тела за Југ Србије.
Била је амбасадор Србије у Италији у периоду од 2008. до 2011.
На изборима 2012. изабрана је за народну посланицу са листе ДСС - Војислав Коштуница.
Дана 12. октобра 2014. године, изабрана је за председника ДСС.
Дана 29. јула 2016. године, Сандра Рашковић Ивић подноси оставку на место председника ДСС али задржава посланички мандат у Народној скупштини.
Дана 21. октобра 2016. године, Председништво ДСС је прихватило предлог Извршног одбора ДСС о брисању из евиденције чланства народне посланице Санде Рашковић Ивић чиме постаје самостални посланик у Народној Скупштини Републике Србије.
Написала је књигу Живот иде даље, објављену 2025.
Говори енглески, француски и италијански.

## Награде
- 2004: Награда Браћа Карић

## Лични живот
Њен супруг Александар Ивић преминуо је 2020. године, а син Јован јануара 2022. године.